# Harvey Levin
Harvey Robert Levin (2 settembre 1950) è un personaggio televisivo, avvocato e reporter statunitense. Dopo aver studiato Scienze Politiche all'università della California ed all'università di Chicago, studiò legge alla Whittier Law School, a Los Angeles. È l'ideatore del celebre show americano TMZ on TV.

## Carriera
Harvey Levin ha lavorato in vari ruoli "legali" all'interno dell'industria dell'intrattenimento. È stato un reporter per KCBS-TV a Los Angeles, durante il processo per omicidio di O.J. Simpson.
Nel 1996 lavora come consulente legale nel programma televisivo The People's Court. In precedenza era già apparso nello show durante gli anni ottanta e la prima metà degli anni novanta. Dal 1998 diverrà conduttore vero e proprio della serie, oltre ad ideare e produrre dal 2002 al 2005 un altro show Celebrity Justice.
Nel 1997 inoltre Levin ha avuto un ruolo nel film Vulcano - Los Angeles 1997, interpretando il ruolo di un reporter TV. Ciò che lo ha realmente portato alla ribalta, però, è stato creare il celebre show sul gossip delle celebrità TMZ on tv, seguitissima in tutto il paese.